# Юнайтед Старз (футбольний клуб)
Юнайтед Старз Футбол Клуб або просто Юнайтед Старз (англ. Football Club United Stars) — професіональний футбольний клуб з Намібії, який представляє місто Рунду.

## Історія
Футбольний клуб «Юнайтед Старз» було засновано в 1984 році в місті Рунду, в провінції Східне Каванго. Клуб вперше дебютував у Прем'єр-лізі в сезоні 2001/2002 років.
Головним спонсором команди є «Hansa Pilsener».
У 2009 році «Юнайтед Старз» виграли Перший дивізіон Чемпіонату Намібії (зона «Північ») і, таким чином, отримали право в сезоні 2009/10 років виступати в Прем'єр-лізі Намібії, з якого вже наступного ж сезону вилетіли. Але вже в сезоні 2011/12 років команда знову повертається до Прем'єр-ліги. Наступного сезону команда знову вилітає до Першого дивізіону Чемпіонату Намібії (зона «Північ»), але в черговий раз повертається до Прем'єр-ліги, де на даний час команда й виступає.

## Досягнення
- Перший дивізіон Чемпіонату Намібії з футболу (зона «Північ»): (3)

 Чемпіон 2009, 2010/2011, 2013/2014